# Lente Stanhope
Una lente Stanhope es un sencillo, microscopio de una sola pieza inventado por Charles, tercer Conde de Stanhope. Es un cilindro de vidrio con cada extremo curvado hacia el exterior, siendo uno más convexo que el otro. La distancia focal del aparato queda dentro del dispositivo de forma que los objetos que tienen que estudiarse se colocan cerca o en contacto con el extremo menos curvado. Dado que su construcción es sencilla y económica, tuvo gran popularidad en el siglo XIX. Fue muy útil en la práctica médica para poder examinar materiales transparentes así como cristales y fluidos.
René Dagron modificó la lente manteniendo un extremo curvado para refractar la luz mientras cortaba el otro extremo con forma completamente plana de manera que quedara en el plano focal de la lente que forma el lado convexo. Dagron usó esta lente Stanhope modificada en el montaje de sus imágenes microscópicas incrustadas en joyas fotográficas conocidas como Visores Stanhope.
Una lente rival fue la Lupa Coddington, que como lupa, era considerada superior, pero también era más cara.